# Tour de France (singel)
Tour de France – utwór muzyczny niemieckiej grupy Kraftwerk wydany jako singel w 1983 roku.
Utwór powstał na zamówienie francuskiej telewizji publicznej i dyrekcji kolarskiego wyścigu dookoła Francji Tour de France jako motyw przewodni wydarzenia. Piosenka miała znaleźć się na kolejnym albumie zespołu, Techno Pop, którego wydanie zostało wstrzymane wskutek wypadku rowerowego lidera grupy, Ralfa Hüttera. Jako singel, „Tour de France” okazało się sporym sukcesem na listach przebojów. Nagranie dostępne było w dwóch wersjach językowych: niemieckiej i francuskiej, a w 1984 roku zremiksował je François Kevorkian. W 1999 roku piosenka i jej remiksy zostały zremasterowane w cyfrowej jakości i wznowione na CD. W roku 2003 zespół nagrał nową wersję „Tour de France” opartą na oryginalnej aranżacji na płytę Tour de France Soundtracks, która zawierała także kilka wariacji tytułowego nagrania. Jedna z nich została wydana jako singel pt. „Tour de France 2003”.

## Lista ścieżek
- Singel 7-calowy (Wydanie niemieckie, 1983)

A. „Tour de France” (Version Allemande) – 3:00
B. „Tour de France” (Version Francaise) – 3:00
- Singel 12-calowy (Wydanie niemieckie, 1983)

A. „Tour de France” (Version Allemande) – 6:30
B. „Tour de France” (Version Francaise) – 6:30
- Singel 7-calowy (Wydanie angielskie, 1983)

A. „Tour de France” – 3:00
B. „Tour de France” (Instrumental) – 2:40
- Singel 12-calowy (Wydanie angielskie, 1983)

A. „Tour de France” (French Version) – 6:45
B. „Tour de France” (Remix) – 6:47
- Singel CD (1999, Remaster)

1. „Tour de France” (Radio Version) – 3:07
2. „Tour de France” (Kling Klang Analog Mix) – 6:44
3. „Tour de France” (Remix François K.) – 6:45
4. Teledysk „Tour de France” (sekcja CD-ROM)

- Singel CD (2003)

1. „Tour de France 03” (Version 1) – 3:27
2. „Tour de France 03” (Version 1) – 3:25
3. „Tour de France 03” (Version 1) – 3:36
4. „Tour de France 03” (Long Distance Version 2) – 7:44

## Pozycje na listach
| Kraj            | Pozycja |
| --------------- | ------- |
| Irlandia        | 20      |
| Niemcy          | 47      |
| Nowa Zelandia   | 24      |
| Szwecja         | 6       |
| Wielka Brytania | 22      |

| Kraj            | Pozycja |
| --------------- | ------- |
| Niemcy          | 50      |
| Szwecja         | 21      |
| Wielka Brytania | 20      |
| Włochy          | 36      |